# 비전 2000

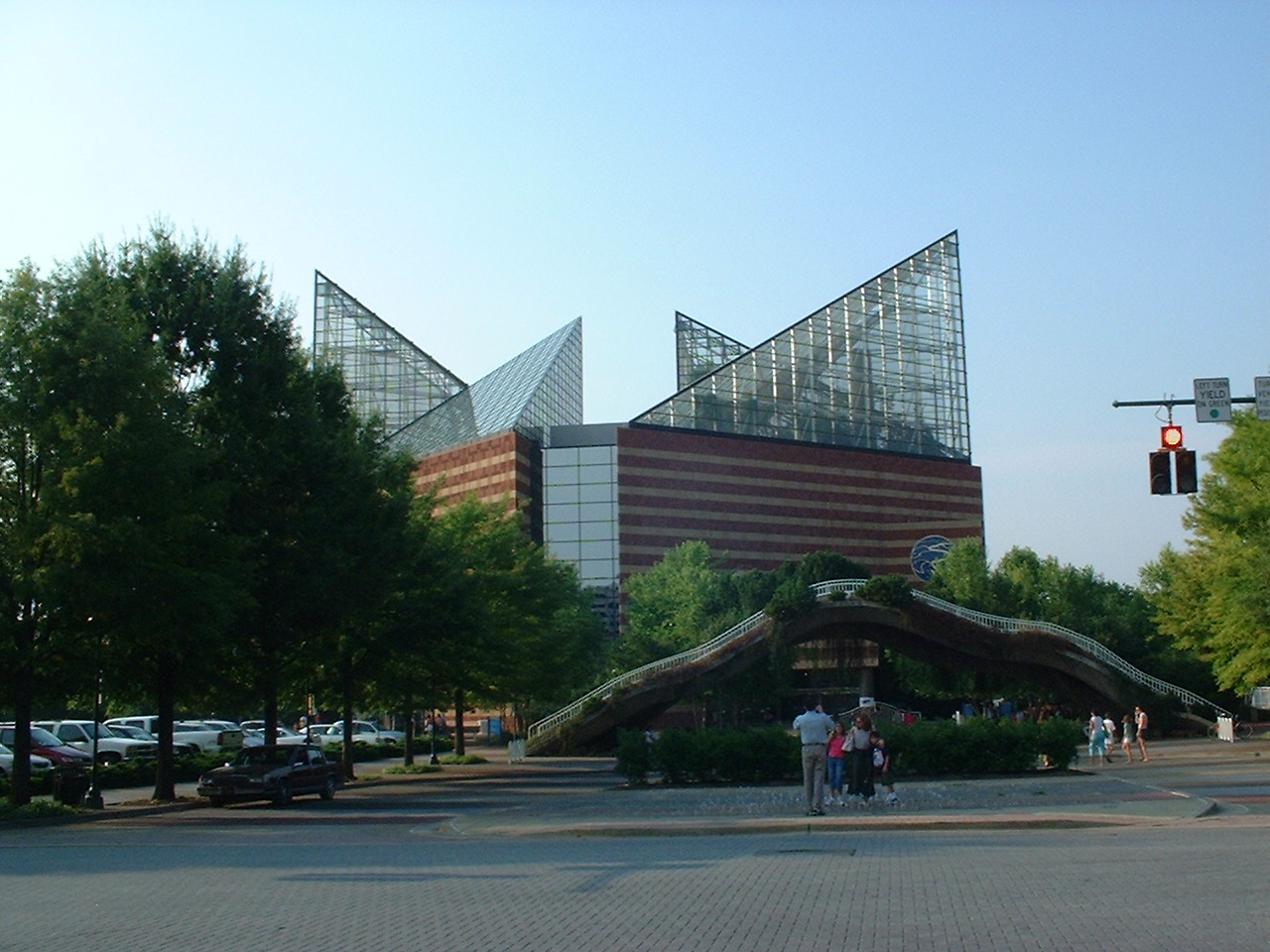
테네시 수족관

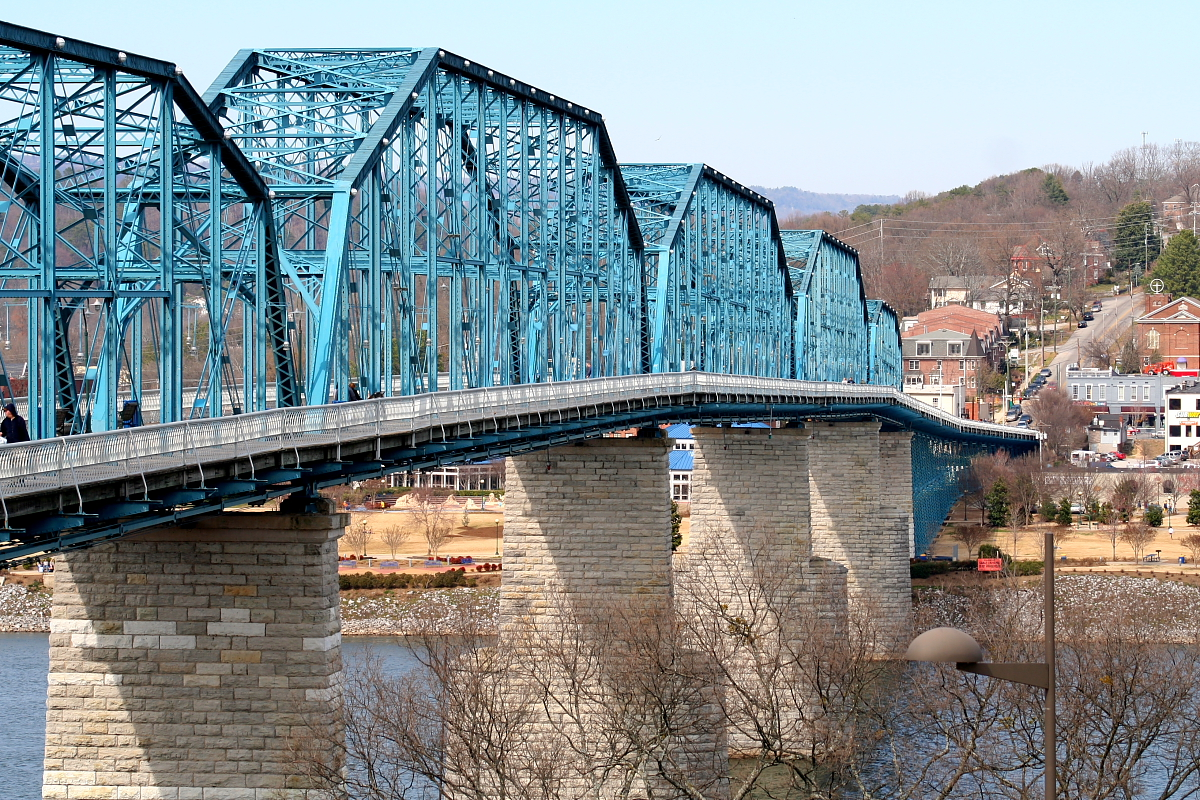
월넛 스트리트교

비전 2000(Vision 2000)는 테네시주 해밀턴군 채터누가에서 1984년 세워진 비영리 단체에 의해 진행된 사업으로 도시 오염 감소, 원도심 부활, 주거 시설 확충, 관광객을 유치키 위한 사업과 공원 설립 등을 포함한다. 비전 2000을 통해 도시의 여러 장소들을 테네시강을 따라 잇는 약 25km의 길인 리버워크, 세계 최대 담수 수족관인 테네시 수족관, 새롭게 보수하여 재개장한 월넛 스트리트교 등을 포함한다.